# Conclaaf van 1276 (januari)
Het conclaaf van 1276, volgend op de dood van paus Gregorius X, vond plaats vanaf 20 januari 1276. Deze pausverkiezing was de eerste in de geschiedenis, waarvoor het begrip “conclaaf” werd gehanteerd.

## Voorgeschiedenis
Na het tumultueuze verloop van de pausverkiezing van Gregorius X, had Gregorius als paus in 1274 de apostolische constitutie Ubi periculum uitgevaardigd. Hierin werden nieuwe richtlijnen uitgeschreven waaraan een pausverkiezing moest voldoen. Hiermee hoopte Gregorius de sedisvacatie, de periode zonder paus, te verkorten.

## Conclaaf
Het conclaaf vond plaats in de kathedraal van Arezzo, de stad waar Gregorius X was overleden. Van de nog zestien in leven zijnde kardinalen had Bernard Ayglier zich definitief teruggetrokken. Drie andere kardinalen, Giovanni Gaetano Orsini (de latere paus Nicolaas III), Simon de Brion (de latere paus Martinus IV) en Riccardo Annibaldi, waren niet aanwezig.
Het effect van het decreet Ubi periculum werd tijdens dit conclaaf duidelijk. Had de pausverkiezing van Gregorius X nog 1005 dagen geduurd, nu werd binnen twee dagen kardinaal Pierre de Tarentaise gekozen, die de naam Innocentius V aannam. De kroning vond plaats op 22 februari 1276 in de Sint-Pietersbasiliek te Rome en werd uitgevoerd door Giovanni Gaetano Orsini.

## Nasleep
Innocentius V's pontificaat zou slechts vijf maanden en één dag duren. In juli vond het tweede van in totaal drie conclaven in 1276 plaats.